# Baldwin-Westinghouse C-C
A Baldwin-Westinghouse C-C foi um tipo de locomotiva elétrica construída pelas empresas Baldwin Locomotive Works (componentes mecânicos) e Westinghouse Electric Corporation (componentes elétricos) comprada pela Companhia Paulista de Estradas de Ferro em 1921 (duas unidades) e 1927/28 (oito unidades).
Fez parte do primeiro grupo de locomotivas elétricas encomendadas pela Paulista no início da operação do sistema eletrificado. Inicialmente foram encomendadas 16 locomotivas elétricas, sendo 12 fabricadas pela GE (8 carga e 4 passageiro) e 4 pela Baldwin-Westinghouse (2 carga e 2 passageiro).
Em 1927 foram compradas mais oito locomotivas junto a Baldwin-Westinghouse.
Sua numeração inicial seguiu o padrão da Paulista de adotar número sequenciais em função da entrada em operação de nova locomotivas (214-215 e 219-226), posteriormente foram renumeradas (410 a 419). Quando da criação da Fepasa foram inicialmente numeradas de 6321 a 6330. Duas destas locomotivas foram baixadas, e as restantes passaram por uma reforma, sendo novamente renumeradas (6411 a 6418).

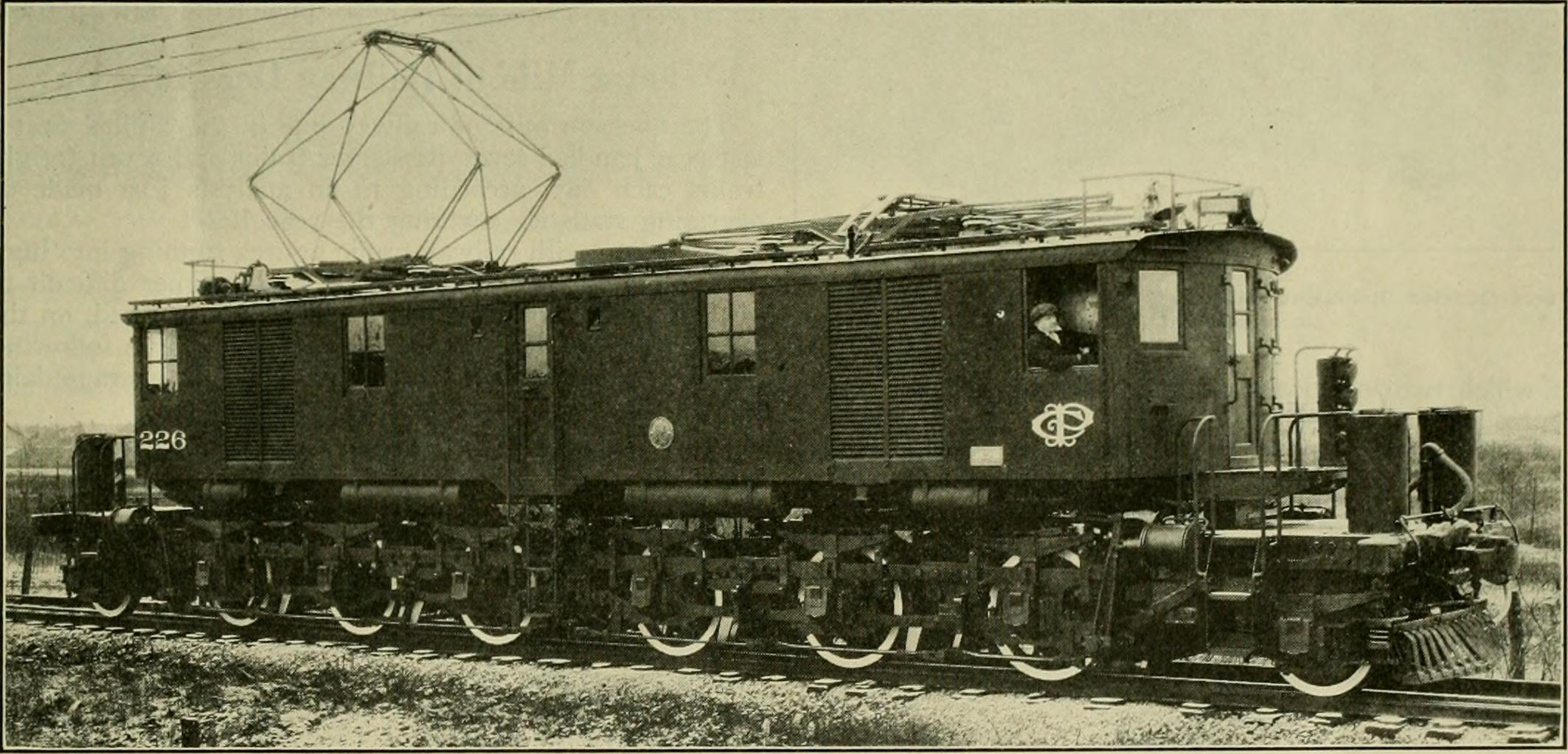
Baldwin-Westinghouse C-C da Companhia Paulista nº 226 em 1928.

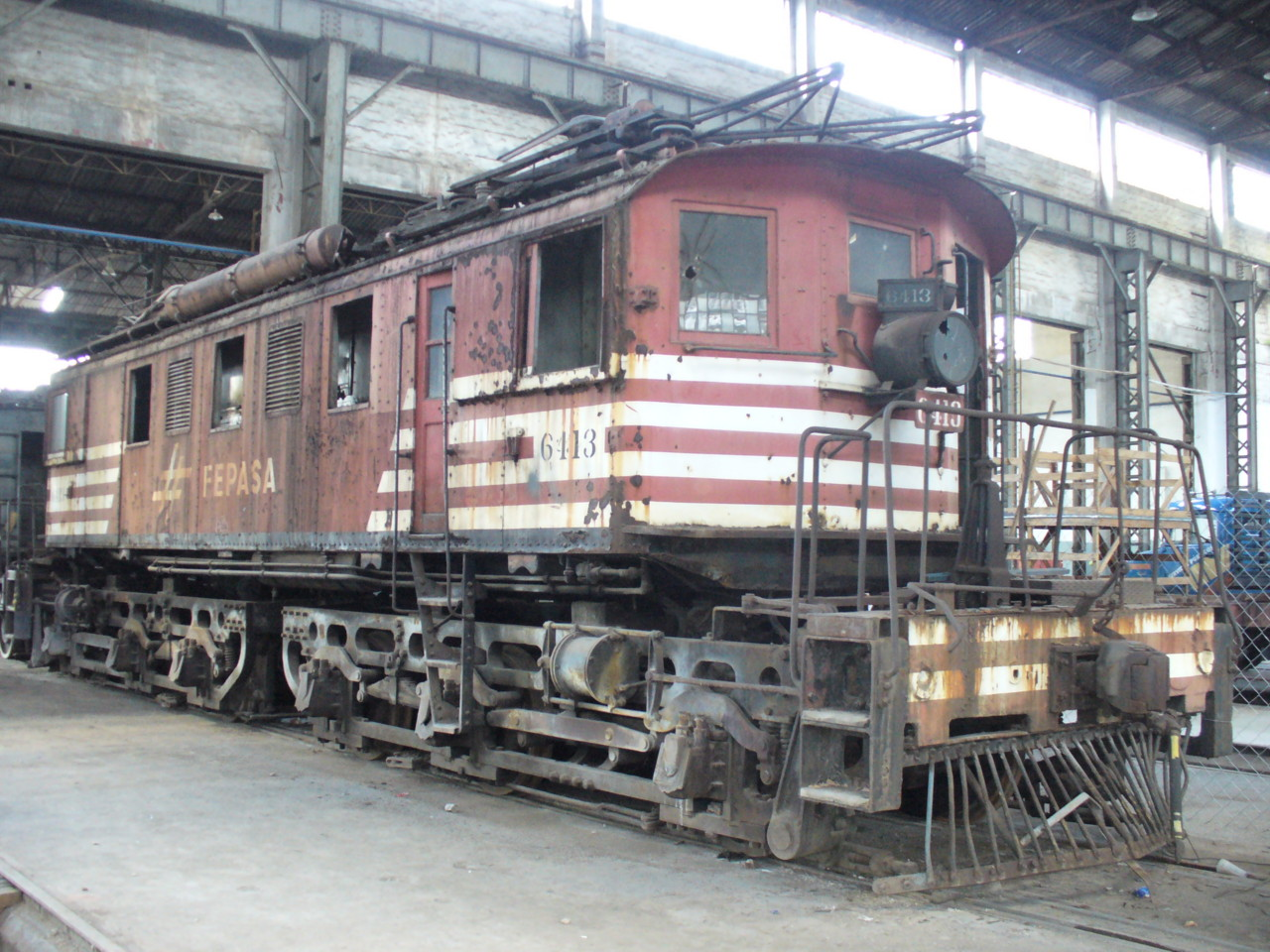
Baldwin-Westinghouse C-C da Fepasa nº 6413, preservada no Museu de Jundiaí.

Inicialmente as locomotivas Baldwin-Westinghouse C-C foram encomendadas para transporte de carga, mas em 1968 eram classificadas como de uso misto (carga e passageiro). Foram desativadas pela Fepasa, pois não constavam da lista de locomotivas operacionais em 1992.